# Jens Pühse

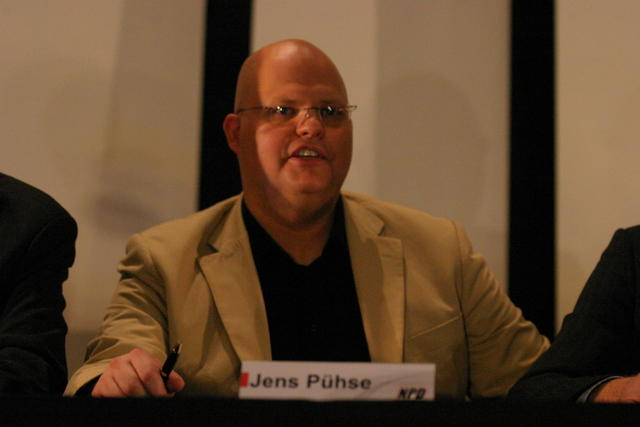
Jens Pühse beim Bundesparteitag der NPD im November 2006

Jens Pühse (* 1972 in Wilhelmshaven) ist ein rechtsextremer Politiker der NPD und war zeitweise Parteivorstandsmitglied der Partei. Heute ist er zweiter Vorsitzender der rechtsextremen Parteistiftung Europa Terra Nostra.

## Parteikarriere
Jens Pühse schloss sich bereits in seiner Jugend rechtsextremen Kreisen im Raum Bremen an. 1987 trat er den Jungen Nationaldemokraten (JN) bei, verließ diese jedoch schon 1990 aufgrund ihres von ihm als zu liberal angesehenen Kurses wieder und schloss sich der Nationalistischen Front (NF) an. Bis zu deren Verbot im November 1992 war Pühse Führungskader dieser Organisation. Zusammen mit Steffen Hupka, ebenfalls ehemaliges Mitglied der NF, und dem Bremer Markus Privenau war er Gesellschafter des Aufruhr-Verlages, in dem das rechtsextreme Blatt Einheit und Kampf herausgegeben wurde. 1994 trat Pühse erneut in die JN ein und war von 1996 bis 1999 als Bundesorganisationsleiter Mitglied des JN-Bundesvorstands. 1997 wurde er Vorsitzender des NPD-Kreisverbandes Freising in Bayern. Auf dem Parteitag im Januar 1998 im mecklenburgischen Stavenhagen wurde er erstmals als Beisitzer in den NPD-Parteivorstand gewählt. Hier leitet er als NPD-Bundesorganisationsleiter das Referat Organisation. Zur Landtagswahl in Sachsen 2004 trat er im Wahlkreis Leipzig 3 als Direktkandidat für die NPD an und erlangte 6,3 % der Stimmen.
Pühse ist seit 2017 in der rechtsextremen Stiftung Europa Terra Nostra aktiv. Die Stiftung wurde am 3. Juli 2015 in Berlin gegründet und steht der europäischen Partei „Alliance for Peace and Freedom“, einem Zusammenschluss von 14 europäischen rechtsextremen Parteien nahe.

## Rechtsrock, Pühses Liste
1993 gründete Pühse in Freising bei München mit dem Blitzversand eine der ersten wichtigsten Versandfirmen für Rechtsrock in den frühen 1990er Jahren. 1997 folgte das nach ihm benannte Rechtsrock-Label Pühses Liste bzw. der Schallplattenversand Jens Pühse Tonträgervertrieb, der im darauffolgenden Jahr „zur Bündelung von Kräften“ aufgegeben und dem Deutsche Stimme Verlag der NPD angeschlossen wurde. Hier erscheint noch immer der separate CD-Katalog Pühses Liste mit zahlreichen deutschen und internationalen Rechtsrock-Bands. Allein auf dem Label erschienen über 40 Tonträger. Im Jahre 2001 übernahm Pühse den Donner-Versand aus Lüdenscheid. Pühse selbst arbeitete nach der Übernahme im Verlag in Neuburg an der Donau als Produktionsleiter. Rasch stieg er zum Redakteur auf und nach dem Umzug des Verlages nach Riesa bzw. dem Einzug von Holger Apfel in den Sächsischen Landtag wurde Pühse Apfels Nachfolger als Geschäftsführer des Verlages und Organisator des Pressefestes der Deutschen Stimme, des mit Abstand größten Rechtsrock-Festivals in Deutschland. Auch die Idee und Durchführung des Projekts Schulhof-CD der NPD lag im Wesentlichen bei Pühse.
Das britische Magazin Searchlight berichtete, dass Pühse 1999 bei der Übernahme des schwedischen Nazirock-Labels Nordland durch William Luther Pierce zugegen war. Als mit der Verhaftung von Hendrik Möbus im August 2000 in den Vereinigten Staaten der wichtigste Kontaktmann von Pierce nach Deutschland wegfiel, übernahm Pühse diese Funktion.

## Strafverfahren
1997 wurde Pühse vom Amtsgericht Worms als Mitorganisator einer verbotenen Kundgebung zum Todestag von Rudolf Heß am 17. August 1996 in Worms zu 120 Tagessätzen à 60 Mark verurteilt. Mit ihm zusammen waren auch Thomas Wulff und Holger Apfel angeklagt. Diese hatten gemeinsam mit Pühse die Organisation des illegalen Aufmarsches übernommen. Apfel erhielt eine Geldstrafe von 2700 Mark und Wulff eine Bewährungsstrafe von sechs Monaten. Pühses Verteidiger, der Rechtsanwalt Günther Herzogenrath-Amelung, erwirkte jedoch in zweiter Instanz vor dem Oberlandesgericht Mainz einen Freispruch, da er argumentierte, es könne nur einen Versammlungsleiter geben, nicht drei. Verurteilt wurde daraufhin nur noch Thomas Wulff, Jens Pühse hingegen freigesprochen.
Eine Hausdurchsuchung wurde am 10. und 11. März 2003 im Verlag Deutsche Stimme und in Wohnungen von Verlagsangestellten durchgeführt und neben Geschäftsunterlagen auch mehr als 8000 CDs und 1000 Musikkassetten beschlagnahmt. Nach Auswertung des Materials klagte die Staatsanwaltschaft Pühse als Produktionsleiter des Verlages im Dezember 2005 an, in neun Fällen die Produktion von CDs mit NS-Propaganda und rechtsextremistischem Liedgut in Auftrag gegeben und die CDs anschließend vertrieben zu haben. Die Anklage lautete auf Volksverhetzung und Verbreitung von Propagandamaterial verfassungsfeindlicher Organisationen. Das Landgericht Dresden sprach Pühse jedoch frei.
Am 3. April 2008 wurde dieser Freispruch durch den Bundesgerichtshof (BGH) in Karlsruhe zum überwiegenden Teil aufgehoben. Die Sache wurde zur Neuverhandlung an eine andere Strafkammer des Landgerichts Dresden zurückverwiesen.
Der Staatsschutzsenat des BGH hält es für naheliegend, dass bei fünf der acht zur Anklage gebrachten CDs der Straftatbestand der Volksverhetzung oder des Verwendens von Kennzeichen verfassungswidriger Organisationen erfüllt ist.

## Trivia
Im Juni 2011 wurde Pühse aus dem Verein SV Werder Bremen ausgeschlossen. Das Präsidium des Vereins begründete den Ausschluss mit der Unvereinbarkeit von Pühses Arbeit für die NPD und den Inhalten der Vereinssatzung.